# Руска плава мачка
Руска плава мачка је врло цењена раса домаће мачке, препознатљива по свом свиленкастом крзну. Основна боја је плава, али узгојене су врсте и са црном и белом бојом (које су признате од стране ACF и GCCF). Како име каже, она потиче из Русије, а првобитни назив јој је био Архангелск мачка, јер се верује да су је у Енглеску (1860. год.) донели морнари из Архангелска. Касније је назив промењен у руска плава мачка, који се задржао до данас.

## Историјат
Мало се зна о пореклу руске плаве мачке, али сигурно је да није вештачка раса, већ је настала природним путем, да би се касније (селективним узгајањем) добиле особине какве данас поседује. Некада су је чак и ловили због њеног прелепог крзна. Познато је да је била омиљени љубимац Енглеске краљице Викторије, а сматра се да су је узгајали руски цареви као „краљевску мачку“.
Први пут је изложена (под називом Архангелск мачка) 1975. године у Кристал Палати у Енглеској, где се такмичила у склопу свих плавих мачака. Тек је 1912. године добила сопствену класу. Данашњи изглед руске плаве мачке је настао укрштањем руских плавих мачки из Енглеске (које су се одликовале веома свиленкастим крзном) са скандинавским, чије су очи биле тамнозелене боје. Тада, тачније од 1960. године постаје све популарнија, како на изложбама, тако и као кућна мачка.

## Физичке особине
Руска плава мачка се може лако разликовати од других раса, и то највише због њеног најупадљивијег дела — крзна. Призната је само плава боја, тј. сива са плавим одсјајем преко којег прелази свиленкасто-сребрни сјај. Овај сјај се јавља због дуплог крзна, при чему је тамнија боја при дну, тако да светлија боја долази до изражаја на тамној подлози. Код младунаца се јављају такозване ghost tabbies, тј. пруге које се губе када ступе у полну зрелост.
Руска плава мачка је сразмерне, лаке грађе. Има малу, округлу главу са великим ушима. Очи су зелене боје (према правилима удружења), али код младунаца варирају од плаве, преко жуте и наранџасте, па на крају до зелене. Тело је дуго и мишићаво, са дугим репом, а само кретање даје посебан изглед ове прелепе мачке.

## Особине понашања
Ово је тиха, чиста раса мачке, веома разиграна и упркос својој стидљивој природи веома је привржена власнику. Веома су интелигентне, о чему говори брзо учење отварања врата, враћање лоптице итд. Често су стидљиве пред странцима, али то може да се промени током одрастања, тако да су бојажљиве док су мале, а затим отворене или обратно. Познате су и по својој разиграности, као и дружељубивости према другим животињама. Погодне су и за модеран начин живота, јер им није тешко да остану саме у кући, али наравно не треба остављати било ког љубимца дуго времена самог.